# غازي الداغستاني

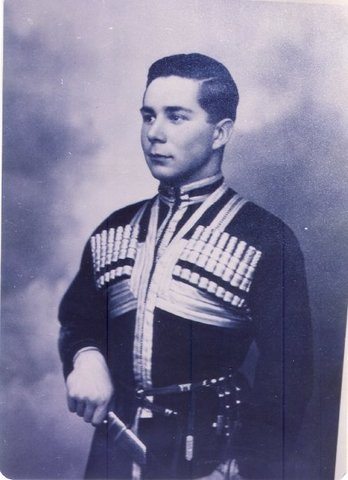
صورة لغازي محمد داغستاني يرتدي الزي الشعبي بعمر 16

اللواء غازي الداغستاني قائد عراقي عسكري ينتمي لأسرة عسكرية منحدرة من دول القوقاز حيث كان جده الأعلى أحد ضباط قيصر روسيا المتميزين وهاجر إلى العراق مع عائلتهِ بعد الحرب العالمية الأولى إذ أن والده هو محمد فاضل باشا، وأصبح قائدا مميزا للجيش العراقي في عهد المملكة العراقية الهاشمية وأحد قادة الجيش العراقي في حرب فلسطين 1948 ولقد ساهم في تلك الحرب مع غيره من الضباط العراقيين من أمثال شكري محمود نديم وعبد الكريم قاسم وعبد السلام عارف وسعيد حمو وخليل الدباغ وعمر علي وغيرهم الكثير بالإضافة لاشتراكه في الحرب العالمية الثانية ضد المحور
ولقد ألقي القبض عليه بعد ثورة 14 تموز 1958 وحوكم، ولكن أفرج عنه بعد فتره رغم ولائه المطلق للملكية بتوصية من عبد الكريم قاسم الذي كان يعمل تحت أمرته قبل الأنقلاب.